# Коробов, Андрей Иванович
Андрей Иванович Коробов — тверской воевода.
В 1489 участвовал в покорении Вятки. В 1496 ходил в поход на Финляндию и успешно воевал со шведами. В 1498, когда Иван III примирился с Софией и сыном Василием и приказал вновь исследовать дело о доносах на них, Коробов, вместе с князем Василием Ромодановским, был взят под стражу. В 1501 он опустошал Ливонию, а в 1506, в сторожевом полку конной рати, ходил под Казань.